# 魏华祥
魏华祥（1972年1月—），男，山东东营人，中华人民共和国外交官，曾任中华人民共和国驻胡志明市总领事。

## 生平
1995年参加工作，在山东省东营市市委政法委任科员和副主任科员。2001年到2004年，在中央党校研究生院就读博士研究生。2004年，任中国国际电子商务中心人力资源部经济师。2005年，任全国整顿和规范市场经济秩序领导小组办公室副处级干部、副组长。2008年，任商务部市场秩序司副处长，后升处长。2011年，任山东省商务厅党组成员、副厅长。2013年，任山东省临沂市副市长。2016年，任山东省政府副秘书长、办公厅党组成员。2019年，任山东省农业发展信贷担保有限责任公司党委副书记、总经理。同年升任党委书记、董事长。2022年5月，出任中华人民共和国驻胡志明市总领事。2025年5月，自驻胡志明市总领事离任。

## 家庭
已婚，有一子。